# Freedom Fighters
Freedom Fighters (с англ. — «Борцы за свободу») — компьютерная игра, шутер от третьего лица, разработанный студией IO Interactive и изданный EA Games в 2003 году. Игра вышла на PC, PlayStation 2, Xbox, GameCube и использует игровой движок «Glacier engine». В сентябре 2020 года игра была перевыпущена для Windows в честь 17-летия игры. В ходе игры главный герой — нью-йоркский сантехник Кристофер Стоун должен пройти путь от простого горожанина до лидера нью-йоркского Сопротивления и освободить город от советских захватчиков.

## Игровой процесс
Freedom Fighters — шутер от третьего лица, в котором игрок перемещается по оккупированному Нью-Йорку, командуя отрядом бойцов, уничтожая советские силы и выполняя различные задания Сопротивления.

### Уровни, задания и харизма
В игре 7 обычных и 1 бонусный уровень, открываемый только после прохождения игры на высшем или предпоследнем уровне сложности. Перед началом очередного уровня игрок проходит брифинг на базе Сопротивления, на котором получает основные и дополнительные задания. В большинстве уровней (глав) есть несколько локаций, которые надо освободить, как правило водрузив флаг на ключевое здание. Между ними игрок перемещается через канализацию. Освободив все локации, игрок переходит к следующей главе. Прохождение одних локаций часто облегчает прохождение других, например уничтожение вертолётной площадки или моста в одной локации избавляет от необходимости бесконечно прятаться от атак боевого вертолёта или отстреливать советских солдат, прибывающих на БТРе или десантном вертолёте, в другой.
Задания, выдаваемые Сопротивлением, бывают трёх типов:
- Поднять флаг над зданием (как правило означает конец уровня)
- Освободить заключённых (по городу разбросаны небольшие огороженные площадки, их нужно открыть и отвести пленников к ближайшему люку канализации)
- Взорвать объект (нужно получить взрывчатку и взорвать мешающий повстанцам объект)

За выполнение заданий и лечение раненых гражданских игрок получает дополнительные очки харизмы. Харизма влияет на количество повстанцев, которых игрок может рекрутировать. Как правило, они прячутся в укромных уголках карты. Подчинённым можно отдать три команды — атаковать противника, следовать за командиром (выполняется сразу после рекрутирования) и защищать позицию. Максимальный размер отряда — 12 человек. Союзники сильно облегчают прохождение игры. Также игрок может лечить раненых советских солдат и бойцов Сопротивления, после чего они присоединяются к его отряду (если у игрока достаточно харизмы).

### Окружающий мир
Большая часть объектов в игре не разрушаема, но по мере прохождения окружающая обстановка изменяется — город постепенно деградирует, появляются кучи мусора, сгоревшие и полуразрушенные здания. Происходит смена времён года — на улице холодает, деревья сбрасывают листву, персонаж начинает замерзать, плавая в воде, выпадает снег, а солдаты противоборствующих сторон начинают тепло одеваться. Главный герой так же переодевается — от комбинезона и футболки до утепленных порванных штанов, футболки с удлинёнными рукавами и куртки (с обязательно накинутым капюшоном, начиная с 4-й главы). Советские инженеры возводят всё больше укреплений и устанавливают пулемёты на важных направлениях. После начала оккупации на стенах появляются плакаты с лицом Изабеллы Анджелины и наградой за её голову, а также реклама русской водки, туров в Сибирь и агитационные плакаты, призывающие вступить в вооружённые силы СССР и прославляющие генерала Татарина (на плакате изображён Татарин с маленькой девочкой на руках; в реальности существовали подобные плакаты с Гитлером и Сталиным). По мере того как Кристофер Стоун приобретает известность, появляются плакаты с обещанием награды за его голову. Недовольные и сочувствующие Сопротивлению пишут на стенах антисоветские призывы (например «Better dead than red» — «Лучше быть мёртвым, чем красным»).

### Многопользовательский режим
Многопользовательский режим присутствует в версиях игры для приставок, но не включён в версию на Windows. В этом режиме игроки выбирают одну из трёх карт и делятся на советскую и американскую команды; максимальное количество игроков — 4. Главная цель игры — защита флагов и бункеров. Флаг, который нужно захватить, обычно находится в центре карты, а бункеры по краям. В них появляются члены противоборствующих команд, там же находятся запасы аптечек и патронов, поэтому удержание бункера жизненно важно для команды. Советские бункеры отмечены красной звездой, американские — синей. Кроме того, на территории карты есть места, где спрятано дополнительное оружие и патроны. Каждая команда имеет свой набор оружия. Игрок может набирать от четырёх до восьми неигровых союзников в зависимости от числа играющих.

## Сюжет

### События, предшествующие игре
Сюжет игры базируется на событиях альтернативной истории, в которой Советский Союз после победы во Второй мировой войне постепенно захватил всю Европу и часть Америки, после чего оккупировал США.
Краткая хронология событий, показанная во вступительном ролике:
- 1945 год. Советские ВВС сбрасывают на Берлин атомную бомбу, заканчивая Вторую мировую войну в Европе.
- 1953 год. Великобритания последней из европейских стран неохотно присоединяется к коммунистическому блоку.
- 1961 год. Несмотря на протесты США, советские ракеты средней дальности размещены на Кубе.
- 1976 год. Советский Союз посылает тысячи военных советников в Гватемалу и Гондурас.
- 1996 год. Мексиканская Коммунистическая партия одерживает спорную победу на президентских выборах.
- 2001 год. Неудачная попытка покушения на президента США — в ней замешана «неизвестная» иностранная сила.
- 2003 год. За день до советского вторжения в США над всей территорией страны замечены низколетящие беспилотные аппараты. Правительство объявляет увиденное метеорологическими шарами.

Также из вступительного ролика следует, что не так давно советские войска вторглись в Южную Америку, а незадолго до вторжения Изабелла Анджелина создаёт движение «Предупреждение против красных» (англ. Warning Against Reds), пытающееся подготовить сопротивление оккупантам.

### Сюжет игры
Братья-сантехники Кристофер и Трой Стоуны едут на квартиру Изабеллы Анджелины, известного американского политика, попутно болтая о советской угрозе и жизни вообще. Прибыв на место, братья обнаруживают, что квартира пуста. Хозяйка явно собиралась в спешке — шкафы не закрыты, часть вещей и бумаг валяется на полу, а ноутбук выполняет очистку жёсткого диска. Неожиданно в квартиру вламываются советские солдаты во главе с генералом Василием Татарином (видимо вторжение началось, пока братья ехали на квартиру). Он хочет узнать, куда делась Анджелина. Не добившись ничего от Троя (который ничего и не знал) солдаты уводят его и передают летающему поблизости вертолёту приказ «разнести это место».
Отсидевшись в спальне, Кристофер выбегает из квартиры и наталкивается на милиционера, избивающего мистера Джонса, одного из лидеров будущего Сопротивления. Кристофер убивает милиционера и вместе они бегут на крышу, где у них из-под носа улетает вертолёт с Троем. Далее Кристофер и Джонс двигаются к канализации, попутно спасая Фила Багстона, ещё одного члена Сопротивления. Через канализацию они попадают на временную базу — полуразрушенный коллектор. В промежутке между уровнями на телевидении выходит новостная передача Информационной сети советских вооружённых сил (англ. SAFN — Soviet Armed Forces Network). Ведущая Татьяна Кемпински рассказывает, что советские войска пришли в США, чтобы «спасти» «угнетённых» американцев от «жестокостей и эксплуатации» и «восстановить мир и стабильность» в стране. По её словам, её «более знакомые американцам коллеги» присоединятся к ней после «переобучения на Аляске». Она призывает американцев содействовать новому порядку и предупреждает, что любое сопротивление будет быстро подавлено.
В коллекторе Джонс даёт Кристоферу первые задания — освободить Изабеллу Анджелину из полицейского участка, занятого советскими солдатами, а также выбить врага из здания почты, ставшего базой снабжения и командным центром советских войск в районе. Освободив Изабеллу, он поднимает американский флаг над участком и вместе с ней приходит на временную базу рядом с почтой. Получив в подчинение двух солдат Сопротивления, Кристофер штурмует почту и освобождает брата из плена. Во втором выпуске ИССВС ведущая рассказывает о «тщательно спланированном» нападении на полицейский участок и освобождении Изабеллы Анджелины. В своём интервью генерал Татарин заявляет, что не намерен терпеть подобные атаки и уверяет её, что это был «отдельный случай» и не может поколебать «мир и стабильность» в стране. Заместитель генерала, полковник Михаил Бульба, начальник КГБ в Америке, называет борцов за свободу «обыкновенными террористами» и говорит, что они будут пойманы и казнены после судебного разбирательства.
Далее в течение трёх месяцев после первой атаки Сопротивление обустроило базу в коллекторе и продолжило нападения на советских солдат. На очередном совещании Изабелла предлагает провести большую атаку на важные для противника объекты: гавань, где оккупанты разгружают и хранят оружие, отель, в котором была развёрнута оперативная база советских войск и пожарная станция — их новый командный центр. Трой решает попробовать найти других повстанцев за пределами Манхэттена. Выполнив задания Анджелины, Кристофер возвращается на базу.
В очередном выпуске ИССВС ведущая рассказывает о восстановлении энергоснабжения в Нью-Йорке и о повторении «варварских атак» борцов за свободу. Во время пресс-конференции генерал Татарин заявляет, что им будет положен конец. Из бегущей строки можно узнать о мятежах, поднявшихся в Атланте и Чикаго, а также о высылке на Аляску акционеров крупнейших кампаний за проявление недовольства их национализацией. Дерзкие атаки Сопротивления заставляют советское командование увеличить количество войск в городе, поэтому следующую операцию Кристофер должен провести ночью под покровом тьмы. Повстанцам нужно взорвать мосты рядом с портовыми складами, чтобы прекратить подвоз оружия и бронетехники, выбить противника из здания кинотеатра, чтобы освободить военнопленных до их отправки в лагеря на Аляске и захватить электростанцию, которая снабжает электричеством прожектора, мешающие проведению ночных налётов на советские блокпосты. После успешного выполнения этого плана Кристофером советское командование задействует все свои силы для поимки мятежников. И эти усилия дают ощутимый результат.
В четвёртом выпуске ИССВС ведущая объявляет о победе над мятежниками, захвате их цитадели и одного из их лидеров — брата «Призрака Свободы» (так окрестила Кристофера Стоуна ИССВС) Троя Стоуна. Троя заставляют в прямом эфире зачитать текст, в котором он раскаивается в своих действиях и просит брата прекратить «бессмысленное насилие». Но в конце речи он срывается, отрекается от всего сказанного и призывает Кристофера продолжить борьбу до победного конца. Ведущая срочно обрывает трансляцию и начинает говорить о погоде. На главной базе Кристофера встречают Багстон, Анджелина и мистер Джонс. Мистер Джонс говорит, что Трой был казнён лично Татарином и предлагает нанести удар в самое чувствительное место советской армии — убить Татарина. Это должно дезориентировать советских солдат и подорвать их веру в победу. Джонс доставляет Кристофера на Губернаторский остров на маленькой лодке-двойке. Тихо перебив охрану генерала и взобравшись на одну из наблюдательных башен, он убивает его смертельным выстрелом из снайперской винтовки в голову, мстя за смерть брата.
Пятый (и как потом оказалось, заключительный) выпуск новостей начинается с траурной новости: генерал Татарин убит «в подлой засаде». На его похоронах Бульба произносит пламенную речь, в которой клянётся найти убийц генерала и раздавить их «как канализационных крыс». Вернувшись в коллектор, Кристофер обнаруживает, что база разгромлена и занята советскими солдатами, а повстанцы исчезли, частично схваченные в плен, частично перебитые. По громкоговорителю к нему обращается мистер Джонс, который оказывается полковником Бульбой, ставший новым генералом. Бульба фактически организовал Сопротивление вместе с Изабеллой Анджелиной, обеспечил успех многих операций, «сливая» повстанцам важную информацию, и наконец устранил Татарина, став главой всех советских сил в Америке. Последовавшая сразу за покушением карательная акция должна была замести следы и убедить начальников Бульбы в его компетентности, положив конец Сопротивлению.
Под увещевания и угрозы Бульбы, Кристофер с боем пробивается к заброшенной ветке городского метрополитена, где его ждут Багстон и Малыш. Втроём они пробираются в логово Малыша. Он предлагает дерзкий план — воспользовавшись фактором неожиданности, захватить студию ИССВС и «заткнуть красную пропаганду». Зачистив прилегающий к студии район средней школы, борцы за свободу берут её штурмом и организовывают телепередачу на всю территорию США, в которой Кристофер Стоун призывает американцев взяться за оружие и изгнать злобных захватчиков. После этого почти разгромленное Сопротивление вновь набирает силу, по всей стране начинаются мятежи, а Кристофер, Малыш и Багстон собирают все имеющиеся силы для решающей атаки на Губернаторский остров — ведь именно там располагается командование советскими силами в США. Несмотря на то, что первоначальный план не сработал и повстанцы понесли тяжёлые потери, они захватывают ключевые объекты острова (морская база, склады, доки) и выводят из строя артиллерийские расчёты, а затем штурмом берут Форт Джей, освобождают Анджелину из плена и захватывают крепость, завершая неизбежный тотальный разгром врага и освобождая Нью-Йорк. В финальном ролике Сопротивление торжественно празднует победу, Изабелла и Кристофер признаются друг другу в любви.

## Саундтрек
Саундтрек Freedom Fighters был написан композитором Йеспером Кюдом и выпущен 29 сентября 2003 года Sumthing Else и Nano Studios. Журнал Gamespot назвал его «Лучшим игровым саундтреком 2003 года», журнал Game Reactor — «Лучшей игровой музыкой года». Дорожки 1, 2, 3, 9, 10, 14 и 16 были исполнены хором венгерского радио. Поскольку величественная музыка в хоровом сопровождении и с синтетическими элементами напоминает Vangelis, один из рецензентов, Стивен А. Кеннеди из Film Score Monthly, даже назвал её «Vangelis на стероидах».
Йеспер Кюд так описывает свои мысли при написании музыки:
Я исследовал русскую музыку и её специфику, которая делает её уникальной. История Советского Союза и холодной войны также оказали на меня сильное влияние.
 Немногие люди знают об этом, но я писал саундтрек после событий 11 сентября. Это было довольно странное время, чтобы сочинять музыку для истории об иностранной силе, вторгающейся в Манхэттен.
Я провёл много времени за игрой, чтобы добиться ощущения реальности происходящего на мониторе, внутреннего понимания испытаний, которые я должен был инсценировать. Наверное, я слишком долго играл, но мне очень понравилась возможность стать борцом за свободу и помочь освободить Нью-Йорк от оккупационной армии.
| - 1. Главная тема (англ. Main Title) 5:02 - 2. Вторжение империи (англ. Invasion of the Empire) 0:56 - 3. Марш империи (англ. March of the Empire) 5:12 - 4. Изабелла — лидер Сопротивления (англ. Isabella — Leader of the Resistance) 4:47 - 5. Предательство на базе повстанцев (англ. Betrayal at Rebel Base) 1:53 - 6. Битва за свободу (англ. The Battle for Freedom) 4:07 - 7. Сумерки (англ. Nightfall) 3:53 - 8. Флаг свободы (англ. Flag of Freedom) 1:03 - 9. Борцы за свободу (англ. Freedom Fighters) 5:11 | - 10. Хор свободы (англ. Choir of Liberty) 0:37 - 11. База повстанцев (англ. Rebel Base) 4:18 - 12. Лазутчик (англ. Infiltrator) 4:51 - 13. Саботаж (англ. Sabotage) 5:52 - 14. Снежная битва (англ. Snow Battle) 3:08 - 15. Губернаторский остров (англ. Governor's Island) 3:56 - 16. Последняя битва (англ. Final Battle) 4:01 - 17. Решающий момент (англ. Zero Hour (бонус)) 4:36 - 18. Флаг свободы (англ. Flag of Freedom (оригинальная версия)) 2:04 |

## Рецензии и критика
| Сводный рейтинг       | Сводный рейтинг     | Сводный рейтинг     | Сводный рейтинг     | Сводный рейтинг    |
| Издание               | Оценка              | Оценка              | Оценка              | Оценка             |
| Издание               | GC                  | PC                  | PS2                 | Xbox               |
| --------------------- | ------------------- | ------------------- | ------------------- | ------------------ |
| GameRankings          | 83,48 %             | 81,55 %             | 83,92 %             | 81,81 %            |
| Metacritic            | 83/100 (15 обзоров) | 80/100 (15 обзоров) | 81/100 (26 обзоров) | 82/100 (23 обзора) |
| MobyRank              | 81/100              | 82/100              | 80/100              | 76/100             |
| Иноязычные издания    |                     |                     |                     |                    |
| Издание               | Оценка              | Оценка              | Оценка              | Оценка             |
| Издание               | GC                  | PC                  | PS2                 | Xbox               |
| 1UP.com               | A-                  | B+                  | A+                  | B-                 |
| AllGame               |                     | [ 22 ]              |                     |                    |
| Eurogamer             |                     |                     | 7/10                |                    |
| GameSpot              | 9,2/10              | 9,3/10              | 9,3/10              | 9,3/10             |
| GameSpy               | [ 28 ]              | [ 29 ]              | [ 30 ]              | [ 31 ]             |
| IGN                   |                     | 8,4/10              |                     |                    |
| Русскоязычные издания |                     |                     |                     |                    |
| Издание               | Оценка              | Оценка              | Оценка              | Оценка             |
| Издание               | GC                  | PC                  | PS2                 | Xbox               |
| Absolute Games        |                     | 80 %                |                     |                    |
| PlayGround.ru         |                     | 9/10                |                     |                    |
| «Домашний ПК»         |                     | [ 35 ]              |                     |                    |
| «Игромания»           |                     | 8,0/10              |                     |                    |
| Награды               |                     |                     |                     |                    |
| Издание               | Награда             | Награда             | Награда             | Награда            |
| Домашний ПК           | Выбор редакции      | Выбор редакции      | Выбор редакции      | Выбор редакции     |
| IGN                   | Editors' Choice     | Editors' Choice     | Editors' Choice     | Editors' Choice    |
| ЛКИ                   | Медаль журнала      | Медаль журнала      | Медаль журнала      | Медаль журнала     |

Джефф Герстманн, рецензент ресурса GameSpot, оценил игру как «действительно фантастическую». Особой похвалы удостоились ИИ врагов и союзников, лёгкая система управления отрядом, игровая графика и звук. Одновременно с этим он отметил малое игровое время и низкую реиграбельность игры. По мнению Герстманна, «Каждый, кто ищет захватывающий шутер с хорошим управлением и великолепным сюжетом, может смело выбрать Freedom Fighters». Аарон Боулдинг в своей статье на сайте IGN дал игре 8.4 пункта из 10 («впечатляюще»), отметив те же достоинства и недостатки, что и Герстманн, но особо выделил хороший сюжет игры. На сайте AG.ru журналист Владимир Горячев оценил игру в 80 %, в целом назвав те же плюсы и минусы, что и его зарубежные коллеги.

## Сиквел
6 апреля 2004 года компания Eidos UK объявила о планируемом сиквеле игры. Представители Eidos объявили, что игра выйдет в первой половине 2006 финансового года (то есть в конце 2005). Однако IO Interactive анонсировала новый проект, Kane & Lynch: Dead Men, поставив выход второй части под сомнение. В конце 2007 года представитель IO сказал в своём интервью о Kane & Lynch: Dead Men, что компания всё ещё планирует сиквел Freedom Fighters.